# Château de Bionnay
Le château de Bionnay est situé sur la commune de Lacenas, à l'ouest de Villefranche-sur-Saône, dans le département du Rhône.

## Histoire
De nombreuses familles se sont succédé à Bionnay : les Marzé sont les premiers seigneurs connus de Bionnay, qu'ils possèdent dans la première moitié du XVIe siècle puis les Gaspard tiennent le fief dans la seconde moitié du XVIe siècle. Claude et Jean de Gaspard en sont deux représentants.
Amable Thierry acquiert la propriété en 1611, sa fille Marie, dame de Bionnay et de Vaux, épouse en 1643 Jean de Champier, baron de Juis, bailli du Beaujolais.
Louis Mabiez devient seigneur de Bionnay en 1656, puis Antoine de Monspey (1661 - ), chevalier, est seigneur de Bionnay, appelé le comte de Vallière ; il épouse en 1678 Jeanne Charlotte de Champier Rabutin et leur fils de Joseph-Henri (1695 - ), capitaine de dragons dans le régiment de Bauffremont, hérite du domaine ; il épouse en 1726 Marie Anne Livie de Pontevès.
Alexis Noyel de Belleroche achète le château en 1749. Il observe : « Tous les murs ont besoin d'être remaillés, celui de la galerie du côté du matin est prêt à tomber dans le jardin, le reste est à l'avenant ».
La propriété passe à M. Thivel en 1857 puis Félix Fournier se porte acquéreur en 1902 et, en 1934, la famille Targe lui succède.
À la fin du XXe siècle, plusieurs acquéreurs se succèdent. En 1995, Morgane Rousseau crée la résidence d'artistes qui devient une  des scènes de l'Art contemporain. En 1999, Erick Roizard propriétaire du groupe Poliphile, achète la propriété, la restaure, y installe une filiale de son groupe qui deviendra « Les Editions de Bionnay » et créé des jardins qui obtiennent le label jardin remarquable en 2011.

## Armoiries et devises
- Monspey : d'argent, à deux chevrons de sable ; au chef d'azur ; couronne de marquis ; supports et cimier : trois lévriers ; devise : j'en rejoindray (sic) les pièces

## Architecture
Le château actuel est le résultat de profondes transformations, notamment au XVIIIe siècle et au XIXe siècle. Il se compose d'un corps de logis et de deux ailes, l'ensemble formant un « U » et délimitant la cour d'honneur. De la construction d'origine, subsistent une tourelle, une tour découronnée et une tour d'angle.
Le corps de logis, qui date de 1830, comporte un rez-de-chaussée, un étage éclairé par des fenêtres à meneaux et un étage de combles percé de petites ouvertures carrées. Il est encadré par deux tours d'angle polygonales et précédé par une terrasse à balustrade à laquelle on accède par un escalier monumental de huit marches. L'aile est date du Second Empire.

## Parc et jardins
À la fin du XXe siècle, le parc est restauré.
Le parc, ouvert à la visite, s'étend sur quatre hectares. On y trouve notamment un jardin à la française, une grotte et des petits jardins sur le thème de la rose.